# CA Güemes
Club Atlético Güemes ist ein argentinischer Sportverein aus Santiago del Estero, der vor allem für seine Fußballmannschaft bekannt ist. Das Fußballteam wird auch als Gauchos oder Azulgranas bezeichnet.

## Geschichte
CA Güemes wurde im Oktober 1932 zu Ehren des Militärführers Martín Miguel de Güemes gegründet und nahm über lange Zeit vor allem an regionalen Wettbewerben teil. Im Jahr 1986, nachdem der Klub das Torneo Regional des Vorjahres gewonnen hatte, trat er in der Liguilla Pre-Libertadores an, wo er jedoch in der Qualifikationsrunde an Ferro Carril Oeste scheiterte.
Güemes verpasste 1988 nur knapp den Aufstieg in die Primera Nacional B. Beim Torneo del Interior erreichte das Team das Finale, musste sich jedoch San Martín de Tucumán geschlagen geben. Schließlich gelang dem Verein 2014 der Aufstieg in den Torneo Federal B, nachdem er acht von zehn Spielen in den regionalen Ligen gewonnen hatte.
Am 28. Dezember 2015 besiegte Güemes San Martín de Formosa und erreichte somit zum ersten Mal in seiner Geschichte den Torneo Federal A. Obwohl der Verein sofort wieder absteigen musste, kehrte er für die Saison 2019/20 in die Liga zurück und war Tabellenführer, bevor die Saison aufgrund der COVID-19-Pandemie unterbrochen wurde. Nachdem die Saison wieder aufgenommen worden war, gewann Güemes das Torneo Federal A im Jahr 2020 und erreichte im Januar 2021 den Aufstieg in die Primera Nacional B.

## Stadion
CA Güemes trägt seine Heimspiele in dem in den 1930er-Jahren erbauten Estadio Arturo Miranda aus. Das Stadion hat eine Kapazität von 10.000 Zuschauerplätzen und war früher unter dem Namen La isla bekannt.

## Rivalitäten
Sein klassischer historischer Rivale ist Central Córdoba, ebenfalls aus Santiago del Estero. Das Spiel zwischen den beiden ist als Clásico del Barrio Oeste bekannt.
Auch zu CA Mitre, einem weiteren Klub aus Santiago del Estero, besteht eine Rivalität.

## Weitere Sportarten
Neben Fußball bietet CA Güemes auch Rollkunstlauf, Basketball und Cestoball, eine argentinische Variante des Basketballs, an.